# Louka (Znojmo)
Louka (německy Klosterbruck či Bruck an der Thaya) je čtvrť města Znojmo. Nachází se v jižní části města, na levém břehu řeky Dyje, v okolí Louckého kláštera. Leží v katastrálním území Znojmo-Louka o rozloze 4,94 km² a tvoří jednu ze základních sídelních jednotek města.

## Historie
V roce 1190 založil na břehu Dyje český kníže Konrád II. Ota spolu se svou matkou Marií premonstrátský klášter, kolem kterého posléze vyrostla osada Louka. Ta byla později součástí Sedlešovic, ležících na protějším břehu řeky. V roce 1920 byla Louka ze Sedlešovic vyčleněna a stala se součástí Znojma. Současné katastrální území Znojmo-Louka zahrnuje kromě samotné Louky i většinu území vesnice Starý Šaldorf, která se nacházela východně od kláštera a která byla zbořena v 70. letech 20. století.

## Obyvatelstvo
| 1869 | 1880 | 1890 | 1900 | 1910 | 1921 | 1930 | 1950 | 1961 | 1970 | 1980 | 1991 | 2001 | 2011 |
| ---- | ---- | ---- | ---- | ---- | ---- | ---- | ---- | ---- | ---- | ---- | ---- | ---- | ---- |
| 151  | 1339 | 1021 | 1156 | 941  | —    | 1879 | —    | —    | —    | —    | —    | —    | —    |